# Virginie Caulier
Virginie Caulier (Thieusies, 22 augustus 1979) is een Belgische ruiter. Ze vertegenwoordigde België bij verschillende grote internationale wedstrijden. Ze werd wereldkampioen Young Riders en Belgisch kampioen bij de senioren. Ook nam ze eenmaal deel aan de Olympische Spelen, maar won bij die gelegenheid geen medaille.

## Biografie
Caulier doet al sinds jonge leeftijd aan paardensport. Op 11-jarige leeftijd rijdt ze haar eerste cross. In 1995 wordt ze zowel individueel als met het team derde bij de Europese jeugdkampioenschappen in Gotland, nadat ze het jaar ervoor nog genoegen moest nemen met een 24e plaats. In 1996 wordt ze Belgisch kampioen bij de junioren en in 1997 Belgisch kampioen bij de Young Riders. 
In 1999 wint ze haar eerste nationale titel bij de senioren en sleept ze later dat jaar bij de Europese kampioenschappen in het Duitse Luhmühlen (gemeente Salzhausen) een bronzen medaille in de wacht. Deze prestatie weet ze in 2009 bij de Europese kampioenschappen in het Franse Fontainebleau te herhalen.
In 2012 maakte ze haar olympisch debuut bij de Spelen van Londen. Bij de dresseur, cross en springen behaalde ze met haar paard Nepal du Sudre respectievelijk 48,30 strafpunten, 21,20 strafpunten en 9 strafpunten. Hiermee behaalde ze een totaal van 78,50 strafpunten en een 34e plaats overall. De wedstrijd werd gewonnen door de Duitser Michael Jung met het paard Sam en 40,60 strafpunten. 
Ze heeft een relatie met ruiter Jonathan Laurent.

## Titels
- Wereldkampioen Young Riders - 1997
- Belgisch kampioen senioren - 1999
- Belgisch kampioen Young Riders - 1997
- Belgisch kampioen junioren - 1996

## Palmares

### Olympische Spelen
- 2012: 34e OS in Londen (10e team)

### Wereldkampioenschappen
- 1997:  WK Young Riders in Pratoni del Vivaro

### Europese Kampioenschappen
- 1994: 26e EK junioren in Pratoni del Vivaro
- 1995:  EK junioren in Gotland ( met team)
- 1999: ?e EK in Luhmühlen ( met team)
- 2009: 37e EK in Fontainebleau ( met team)
- 2011: 23e op EK in Luhmühlen (10e met team)

### Belgische kampioenschappen
- 1996:  Belgische kampioenschappen junioren
- 1997:  Belgische kampioenschappen Young Riders
- 1999:  Belgische kampioenschappen ( met team)

### Internationale prijzen
- 2010: 6e Vairano (Italië)